# I. Frigyes Ferenc mecklenburg–schwerini nagyherceg
 I. Frigyes Ferenc (Friedrich Franz I. von Mecklenburg), (Schwerin, 1756. december 10. – Ludwigslust, 1837. február 1.) német fejedelem, Mecklenburg-Schwerin hercege, 1815-től nagyhercege.

## Élete
Frigyes Ferenc 1789-ben a bützowi Frigyes Egyetemet egyesítette a rostocki egyetemmel.
1803-ban a malmői zálogszerződés értelmében 1 250 000 királyi dinárért (Riksdaler) visszavásárolta Svédországtól Wismart, Neuklostert és Poel szigetét, amelyeket a svédek 1632-ben, a harmincéves háborúban foglaltak el, és az 1648-as a vesztfáliai béke értelmében császári hűbérként meg is kaptak és Svéd-Pomeránia részeként kormányozták. Az 1803-as szerződés zálogjogot biztosított Mecklenburgnak, 100 év eltelte után tulajdonátruházási opcióval. (A területeket Svédország 1903. július 20-án formálisan is átadta Mecklenburg akkori uralkodójának, IV. Frigyes Ferenc nagyhercegnek.)
Frigyes Ferenc kezdetben mindent megpróbált elkövetni, hogy országa elkerülje a napóleoni háborúkat, azonban 1806-ban Napóleon mégis rövidesen Mecklenburgot is hódoltatta és Frigyes Ferenc a dániai Altonába költözött, ahonnan a tilsiti béke után visszatért.

## Fordítás
- Ez a szócikk részben vagy egészben  a   Friedrich Franz I. (Mecklenburg) című német Wikipédia-szócikk fordításán alapul.  Az eredeti cikk szerkesztőit annak laptörténete sorolja fel. Ez a jelzés csupán a megfogalmazás eredetét és a szerzői jogokat jelzi, nem szolgál a cikkben szereplő információk forrásmegjelöléseként.